# マルコス・ロブソン・シプリアーノ
マルキーニョス・シプリアーノ（Marquinhos Cipriano）ことマルコス・ロブソン・シプリアーノ（ポルトガル語: Marcos Robson Cipriano、1999年2月9日 - ）は、ブラジル・カタンドゥーヴァ出身のサッカー選手。ポジションはFW。

## 経歴
2015年にサンパウロFCの下部組織に加入。2017年にトップチームに昇格し、2018年7月10日、ウクライナのFCシャフタール・ドネツクと5年契約を締結した。

## タイトル
シャフタール
- ウクライナ・プレミアリーグ：2018-19
- ウクライナ・カップ：2018-19